# Ferrovia Shin-Keisei
La Ferrovia Shin-Keisei (新京成電鉄?, Shin-Keisei Dentetsu) è una compagnia ferroviaria privata che gestisce una linea ferroviaria nella prefettura di Chiba, in Giappone. È una filiale della Ferrovie Keisei e fa parte del Gruppo Keisei.

## Storia
La società è stata fondata il 23 ottobre 1946 come filiale della ferrovie Keisei per ricostruire e gestire una linea ferroviaria la cui concessione era stata appena ceduta dall'esercito imperiale giapponese. La prima sezione della linea, di 2,5 km, da Shin-Tsudanuma a Yakuendai, fu aperta il 27 dicembre 1947, con uno scartamento di 1.067 mm ed elettrificata a 1.500 V CC. La linea fu ricalibrata a 1.372 mm nell'ottobre 1953 e l'intera linea fu completata come linea a binario unico entro il 21 aprile 1955. Nell'agosto 1959, la linea fu nuovamente ricalibrata, questa volta a 1.435 mm per adattarsi allo scartamento standard utilizzato dalla Keisei.
Nel giugno 2014, la società ha presentato una nuova immagine aziendale con un nuovo logo aziendale e una combinazione di colori aziendali "rosa delicato" e una nuova livrea dei treni. Il primo treno con la nuova combinazione di colori è entrato in servizio dal 29 agosto 2014.
Il 31 ottobre 2023 è stato annunciato che la Ferrovia Shin-Keisei sarebbe stata assorbita dalla società madre Ferrovie Keisei, il perfezionamento dell'operazione è previsto per l'aprile 2025.

## Linee ferroviarie
La rete è costituita da un'unica linea, la linea Shin-Keisei:
- Linea Shin-Keisei (新京成線?): Matsudo - Keisei Tsudanuma	(26,5 km, 24 stazioni)

Itinerario della linea

## Materiale rotabile
- Serie 8800 (dal 1986)
- Serie 8900 (dal 1993)
- Serie N800 (dal 2005)
- Serie 80000 (dal 27 dicembre 2019)

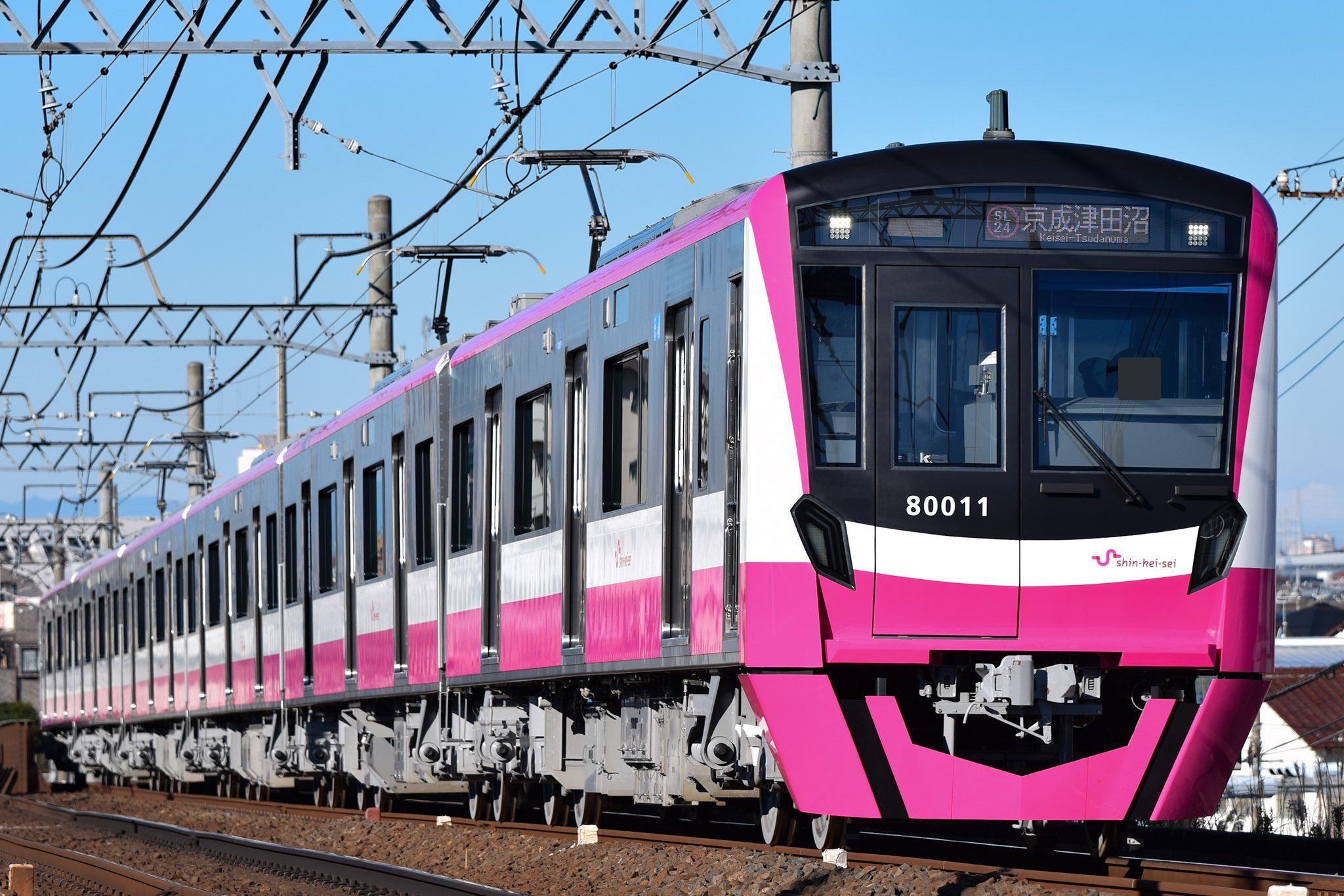
Serie 80000
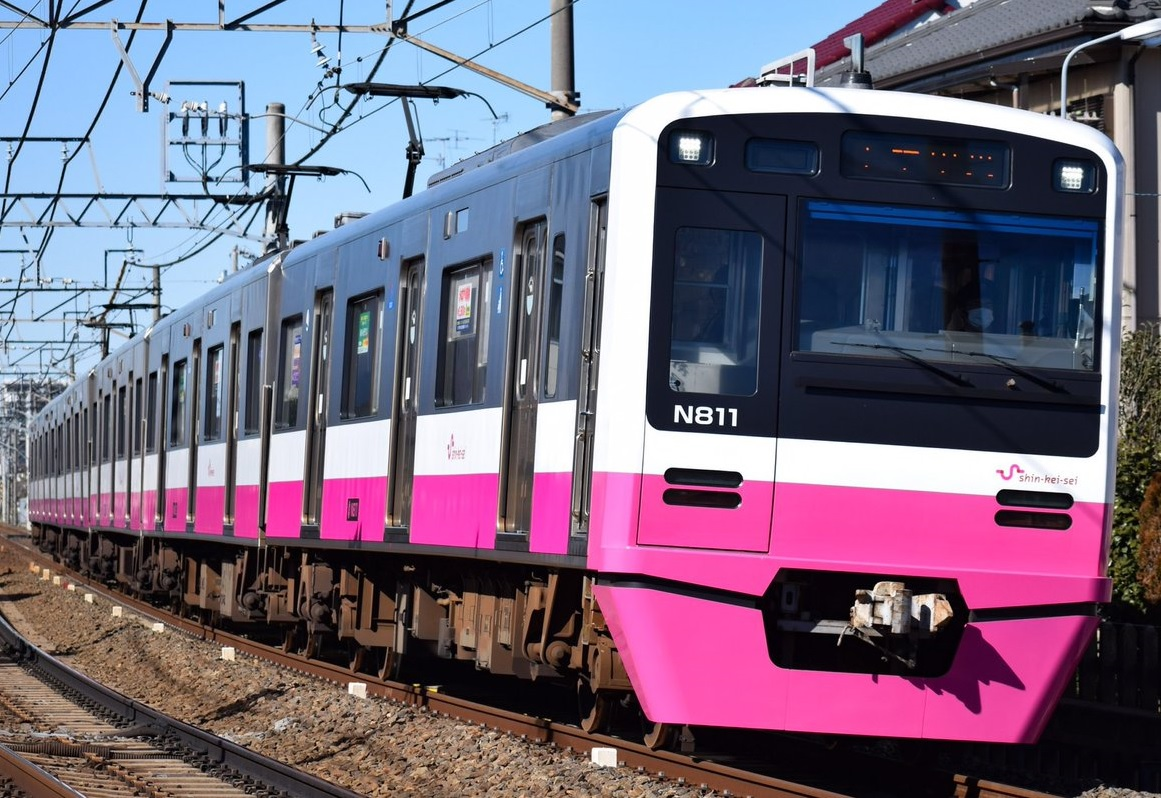
Serie N800 (nuova colorazione)
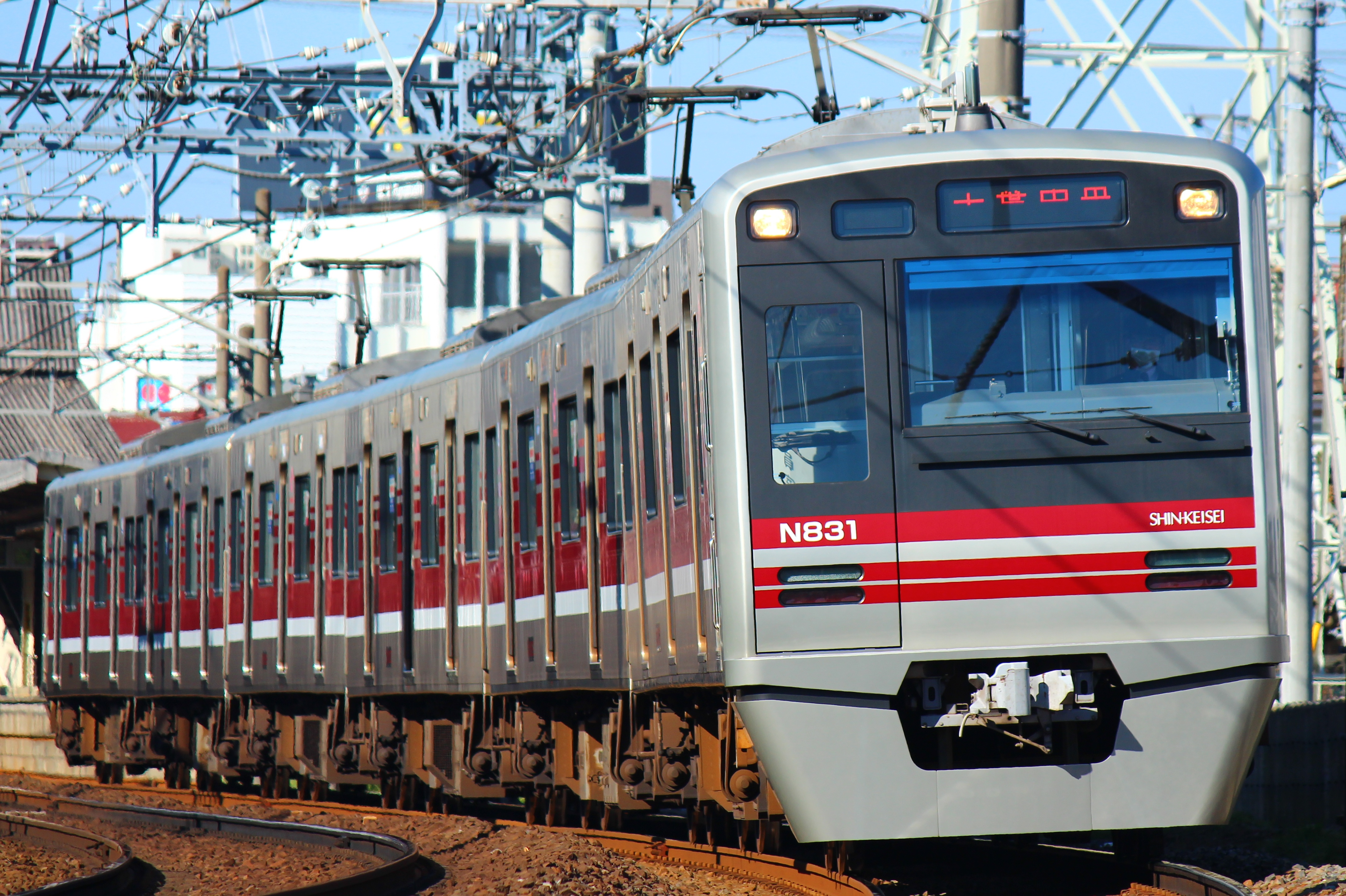
Serie N800 (vecchia colorazione)
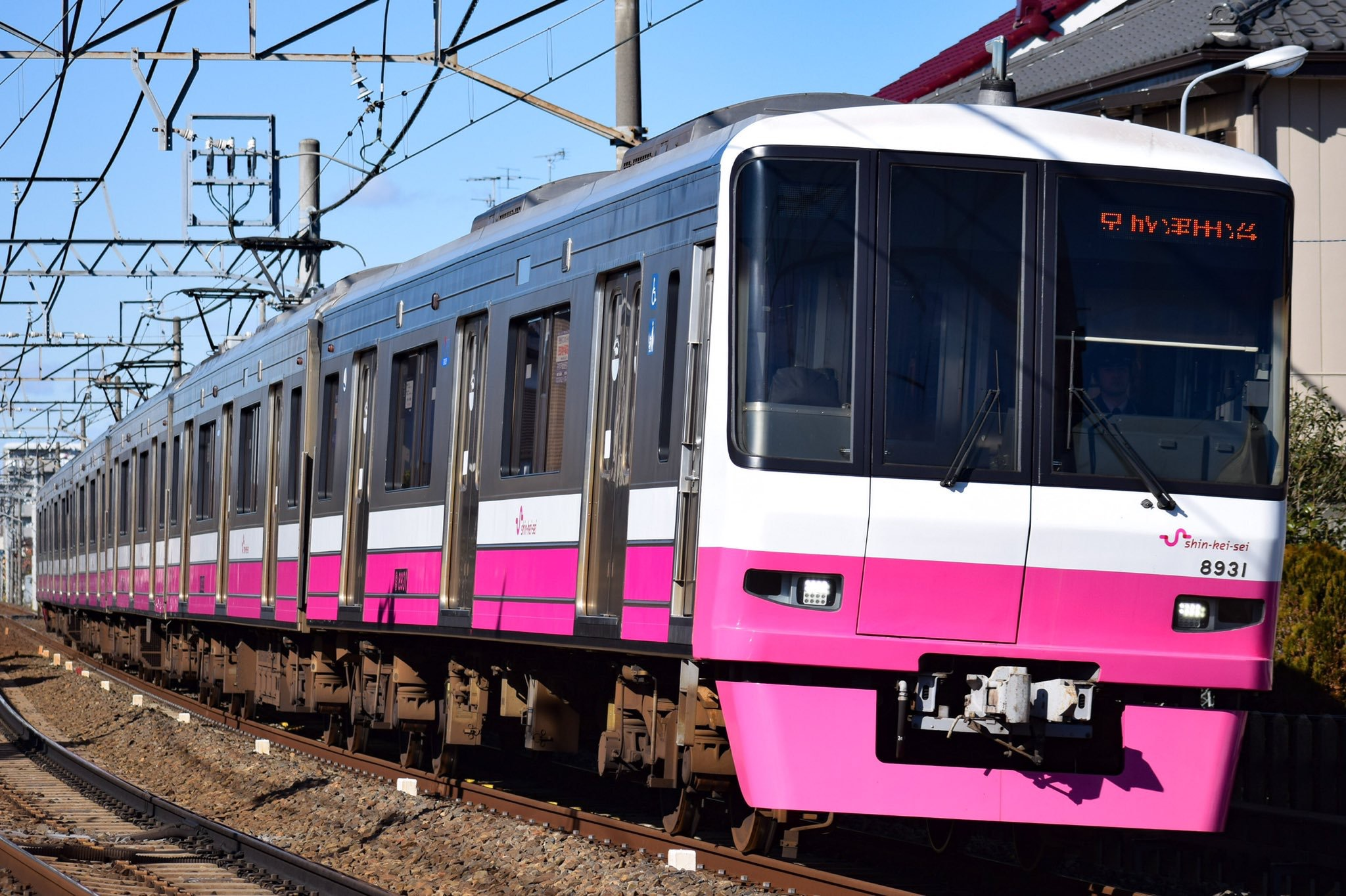
Serie 8900 (nuova colorazione)
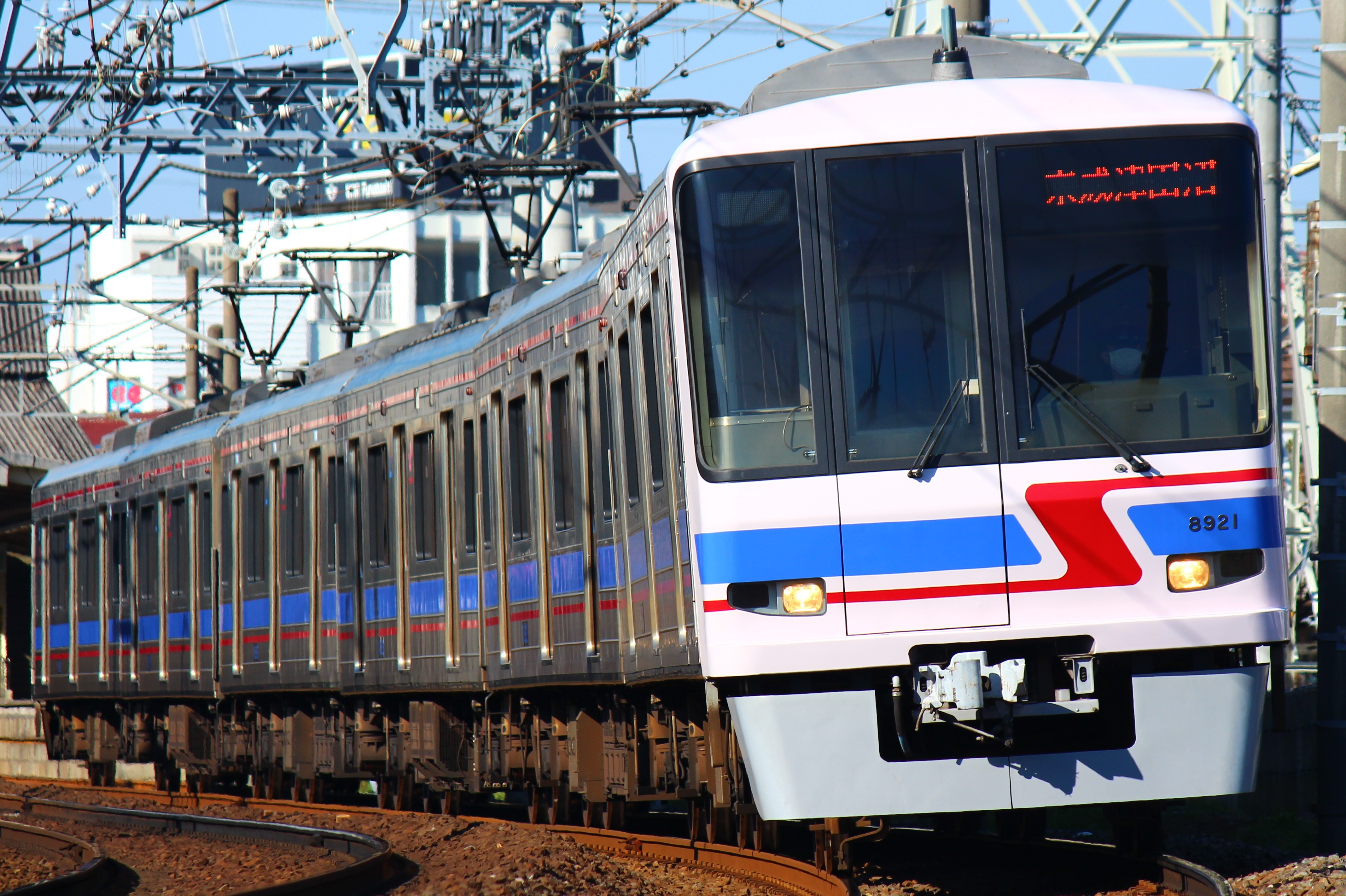
Serie 8900 (vecchia colorazione)
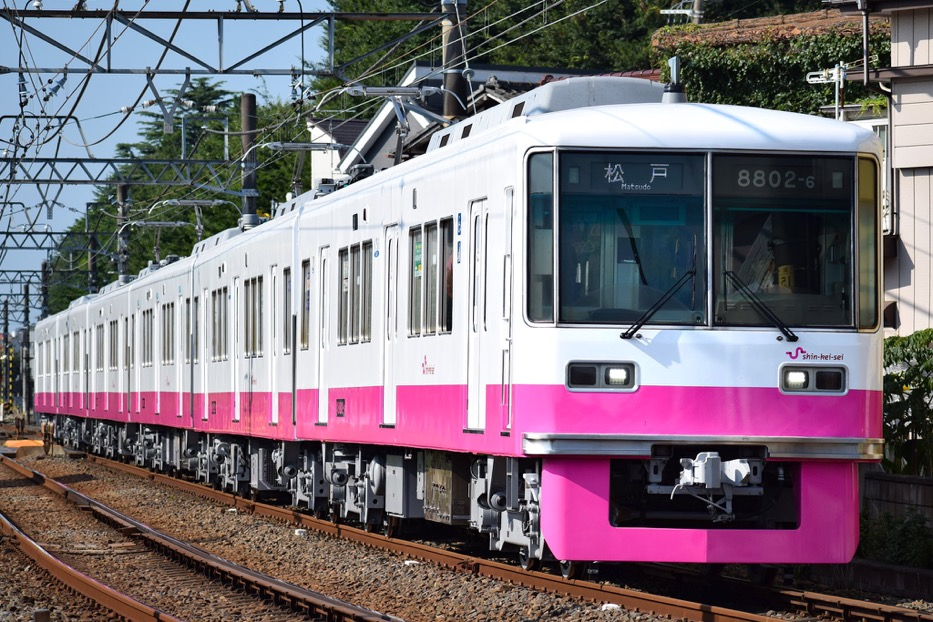
Serie 8800 (nuova colorazione)
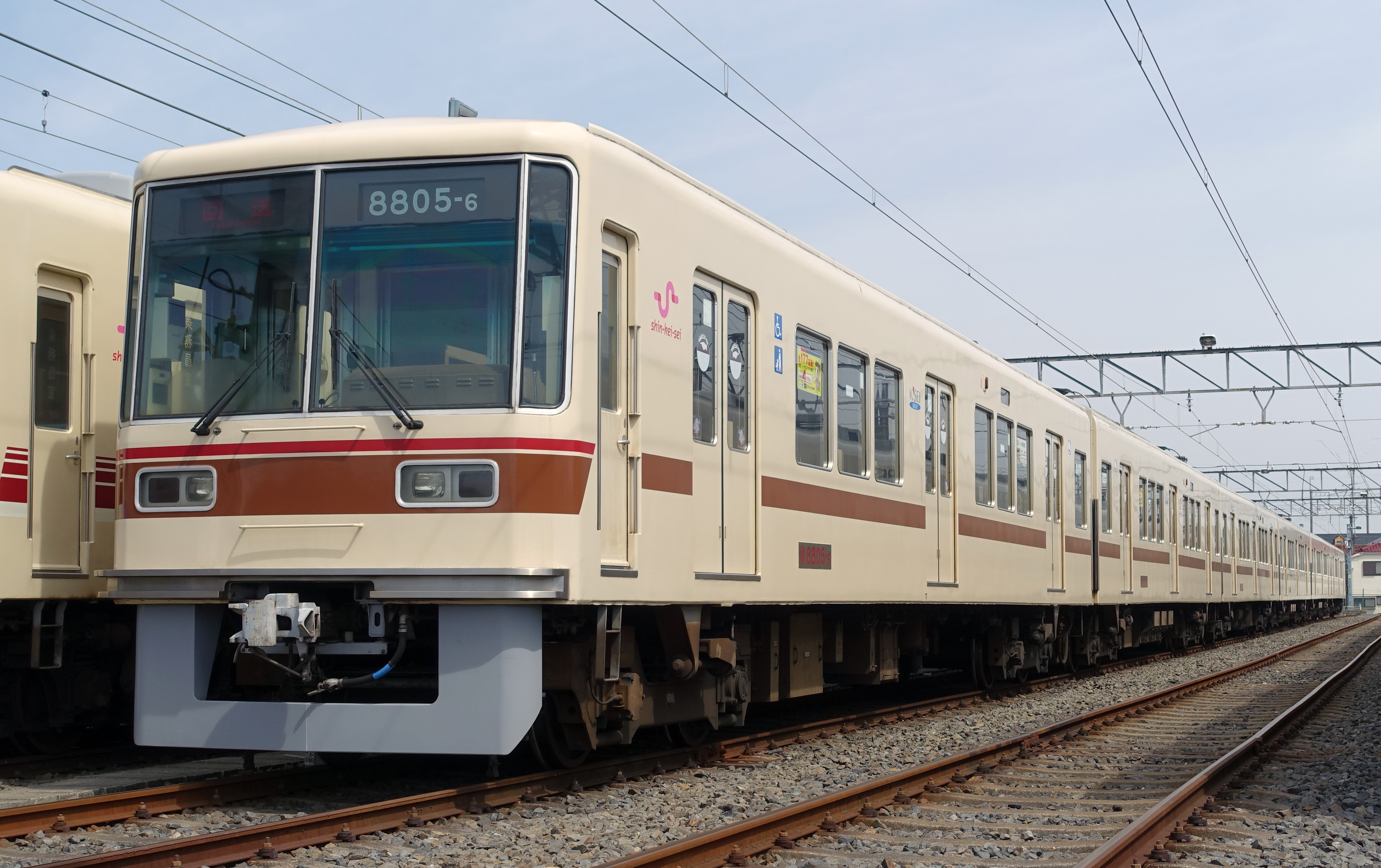
Serie 8800 (vecchia colorazione)